# MECHATROLINK
MECHATROLINK是一個用在工業自動化以及運動控制的開放式通訊協定，最早是日本安川電機在2003年開發，後來由MECHATROLINK協會（Mechatrolink Members Association）維護。
MECHATROLINK協定分為以下的三種：
- MECHATROLINK-II—定義傳送介面為RS-485時的通訊協定架構，最快速度為10Mbit/s，最多允許30個從站。
- MECHATROLINK-III—定義傳送介面為乙太網時的通訊協定架構，最快速度為100Mbit/s，最多允許62個從站。
- MECHATROLINK-4—定義傳送介面為乙太網時的通訊協定架構，最快速度為100Mbit/s，最多允許127個從站，傳輸週期為MECHATROLINK-III的1/4。

MECHATROLINK協定有其認證測試，通過認證測試的產品符合MECHATROLINK的規範，可以在產品上使用MECHATROLINK的標誌。
和MECHATROLINK協定定位類似的通訊協定有：
- CC-Link，由三菱電機等公司提出，CLPA維護。
- PROFINET，由西門子提出，PROFIBUS & PROFINET International維護。
- EtherCAT，最早由德國的Beckhoff公司研發。

## 外部連結
- MECHATROLINK Protocol Introduction and Supported Products
- MECHATROLINK的介紹